# Surgana (stato)
Lo Stato di Surgana fu uno stato principesco del subcontinente indiano, avente per capitale la città di Surgana.

## Storia
Lo stato di Surgana venne fondato alla fine del XVIII secolo. Il territorio dello stato era prevalentemente montuoso ed abitato dai popoli Kunbi e Koli. I capi di Surgana erano dei Kunbi Konkani e vennero assegnati al governo di questa regione per impedire ai popoli Bhil e Koli del distretto di Dang di razziare l'area. Si rifiutarono di pagare tributo ai Maratha ed all'Impero moghul e pertanto vennero bollati come ribelli. Per posizione strategica dello stato tra Surat e l'altipiano del Deccan, i maratha si riappacificarono coi capi locali per ricavarne una proficua alleanza. Nel 1818 decisero proditoriamente di attaccare una colonna dell'esercito inglese che stava attraversando il loro territorio. Gli inglesi si vendicarono catturando il capo del Surgana ed impiccandolo nel 1819, data nella quale ascese anche il suo successore, ma lo stato de facto divenne un protettorato britannico. Il successore al trono fu il cugino del capo ribelle, Bhikaji Rao, che al contrario del suo parente sostenne gli inglesi nella loro lotta contro i Maratha. Bhikaji Rao venne ucciso in una rivolta scatenata dalla madre del defunto Malharrao e da suo cognato, Pilaji. Pilaji venne catturato e giustiziato dagli inglesi e la rivolta venne ben presto placata. Nel marzo del 1948, l'ultimo capo dello stato, Dhairyashil Rao, siglò l'ingresso del suo stato nell'Unione Indiana.
Successivamente Dhairyashil Rao fu membro della Rajya Sabha dal 1952 al 1968 e nuovamente dal 1972 al 1978.

## Governanti
I governanti dello stato portavano il titolo di Thakur ed erano della dinastia indù dei Parmar dei Rajputs.

### Thakur
- p. del 1800 - 1818             .....
- 1818 - 1819                Malhar Rao                         (m. 1819)
- 1819 - 1820                Bhikaji Rao
- 1820 - 1854                Jashwant Rao I Bhikaji Rao
- 1854 - 1867                Muvar Rao
- 1867 -  2 giugno 1898         Shankar Rao Ravi Rao               (n. 1849 - m. ....)
- 1898 - 22 giugno 1930         Pratap Rao Shankar Rao             (n. 18 agosto 1880 - m. 1930)
- 1930 - 1936                Jashwant Rao II Pratap Rao         (n. 1902 - m. ....)
- aprile 1936 - 15 agosto 1947     Dhairyashil Rao Jashwant Rao     (n. 22 novembre 1922 - m. 23 novembre 2003)